# Sven Friedrich

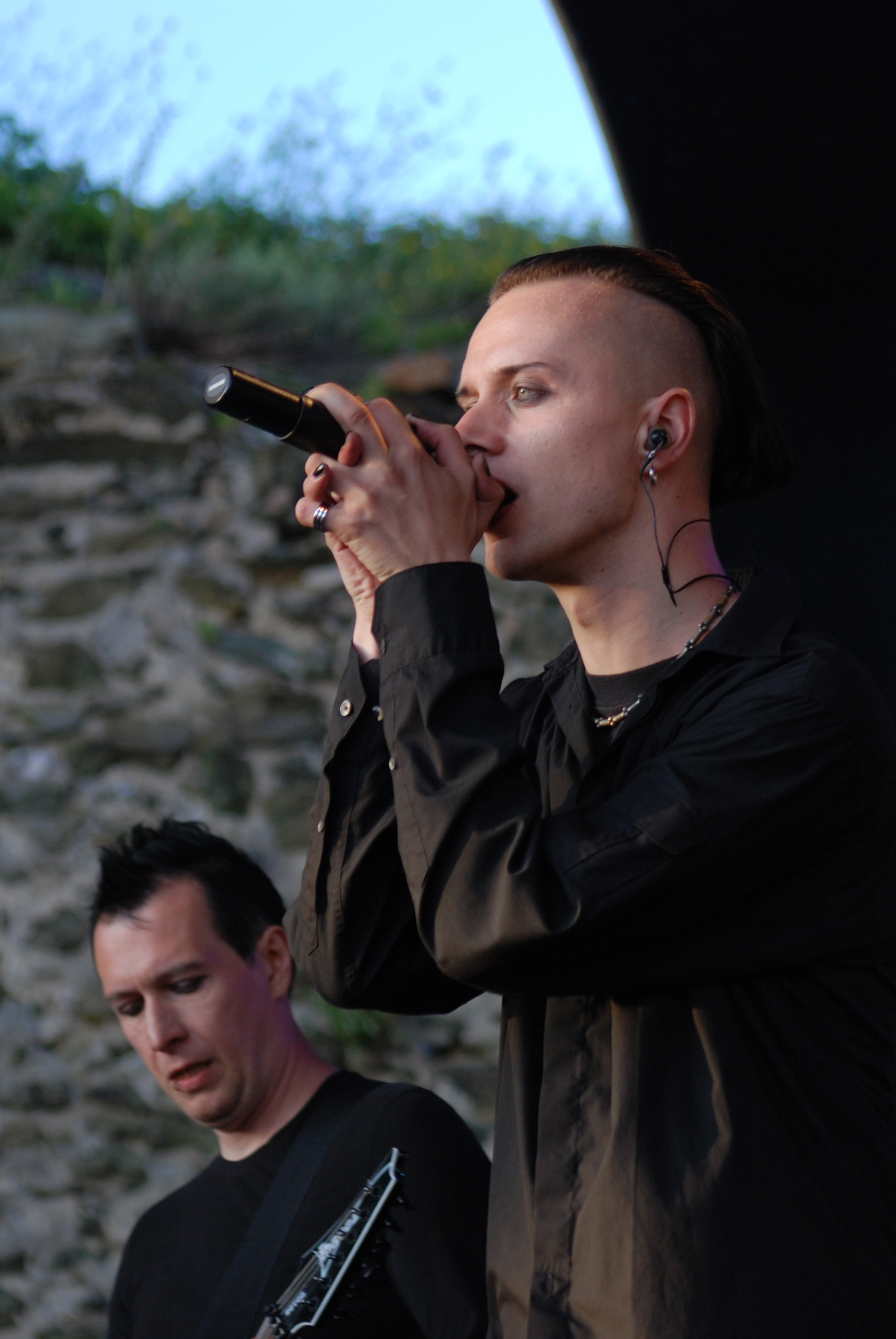
Sven Friedrich 2009

Sven Friedrich (* 1. Juni 1974 in Ost-Berlin) ist ein deutscher Musiker, Sänger und Produzent. Bekannt wurde er durch seine Bands Dreadful Shadows, Zeraphine und Solar Fake.

## Musikalischer Werdegang
Der aus Ost-Berlin stammende Friedrich erhielt seit dem 7. Lebensjahr Musikunterricht in klassischer Gitarre, Klavier und schließlich Schlagzeug und Jazz- und Popgesang an der Musikschule Friedrichshain bei Leonore Gendries und Catrin Daniel. Ab 1988 spielte Friedrich in verschiedenen Bands als Schlagzeuger, Gitarrist oder Keyboarder. Ab 1990 sang er in einer Band namens "The Nuisance". Aufgrund mehrerer Umbesetzungen und Verwirrungen wegen des Bandnamens, der schon von einer britischen Punkband verwendet wurde, benannte man sich 1993 in Dreadful Shadows um. Im Jahr 2001 gründete Friedrich die Band Zeraphine und schließlich im Jahre 2007 dann Solar Fake.
Bei "Dreadful Shadows" trieb er die Verbindung von elektronischer Musik und Rock/Metal voran und beeinflusste die Dreadful Shadows, die seit den frühen 90er Jahren im Gothic Rock eher stagnierten.
Nach der Auflösung der Dreadful Shadows gründete Friedrich im Jahre 2001 zusammen mit Produzent Thommy Hein die Band Zeraphine. Zunächst als elektronisches Soloprojekt geplant, erweiterte sich das Projekt schnell  um Gitarren und Schlagzeug. Mit Norman Selbig, Michael Nepp, Manuel Senger und Marcellus Puhlemann komplettierte sich die bis heute aktive Besetzung. Spätestens seit der Support-Tour mit der finnischen Band HIM im Jahre 2004 stieg die Bekanntheit der Band Zeraphine beachtlich.
2007 gründete Sven Friedrich das Electro-Projekt Solar Fake. Bis auf die Unterstützung von Live-Keyboarder André ist Sven Friedrich hier für alles selbst verantwortlich.
Sven Friedrich schrieb Textbeiträge zum Buch "Gothic! Die Szene in Deutschland aus der Sicht ihrer Macher". Er ist Co-Autor des Bildbandes "Your hell is here" von Christian Ruhm. Sven Friedrich schreibt außerdem unter einem Pseudonym Musik für Fernsehsendungen.

## Diskographie
Dreadful Shadows
- Estrangement (1994; Label : Sounds of Delight)
- Homeless E.P. (1995; Label : Sounds of Delight)
- Buried again (1996; Label : Oblivion/SPV)
- Beyond the maze (1998; Label : Oblivion/SPV)
- The Cycle (1999; Label : Oblivion/SPV)

Zeraphine
- Kalte Sonne (2002; Label : Drakkar Entertainment)
- Traumaworld (2003; Label : Drakkar Entertainment)
- Blind Camera (2005; Label : Drakkar Entertainment)
- Still (2006; Label : Phonyx Records)
- Whiteout (2010; Label : BMG Rights Management)

Solar Fake
- Broken Grid (2008; Label : Synthetic Symphony/SPV)
- Resigned E.P. (2009; Label : Synthetic Symphony/SPV)
- Frontiers (2011; Label : Synthetic Symphony/SPV)
- Reasons to kill (2013; Label : Synthetic Symphony/SPV)
- Another Manic Episode (2015; Label : Out Of Line)
- You Win. Who Cares? (2018; Label : Out Of Line)
- Enjoy Dystopia (2021; Label : Out Of Line)
- Don`t push this button! (2024; Label : Pointless Music)